# ميكانيكي الأبراج

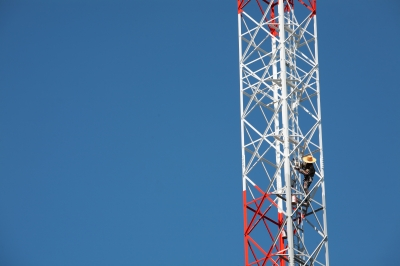
ميكانيكي الأبراج

يقوم ميكانيكي الأبراج بإصلاح أو تتبيث معدات في الأبراج، ويقوم ميكانيكي الأبراج بأعمال روتينية كإجراء فحوصات هوائيات أبراج البث، غير أنه يقوم بتثبيت معدات أو تغييرها في أعلى البرج وذلك بأمر من الشركة المعنية.
ويتوجب عليه ارتداء ملابس خاصة لتأمين حمايته وبالأخص تعرضه المباشر للرياح والأماكن المرتفعة.

## السلامة
قد يصاب ميكانيكيو الأبراج أثناء تساقط قطع معدنية، أو التعرض لصعقات كهربائية بسبب الأحوال الجوية، أو يقتلون جراء سقوطهم من أعلى البرج أو انهيار هيكله.